# Бортников, Игорь Анатольевич
Игорь Анатольевич Бортников (род. 8 июня 1989, Лениногорск) — российский хоккеист, нападающий. Воспитанник лениногорского хоккея.

## Карьера
Игорь Бортников начал свою профессиональную карьеру в 2008 году в составе нижнекамского «Нефтехимика», выступая до этого за его фарм-клуб, где он был лучшим бомбардиром. Перед началом дебютного сезона Континентальной хоккейной лиги Игорь был командирован в родной лениногорский «Нефтяник», однако набрав 14 (7+7) очков в 24 проведённых матчах, он вернулся в Нижнекамск, где за оставшуюся часть сезона записал на свой счёт 7 (3+4) результативных баллов в 28 играх.
Сезон 2009/10 Бортников начал в составе клуба Молодёжной хоккейной лиги «Реактор», однако затем он был отзаявлен из команды и присоединился к волжскому клубу Высшей лиги «Ариада-Акпарс». Тем не менее, проведя лишь 9 матчей в составе новой команды, он перешёл в ижевскую «Ижсталь». В Ижевске Игорь сумел набрать 10 (0+10) очков в 8 матчах, после чего руководство «Нефтехимика» приняло решение вернуть игрока в состав клуба КХЛ. Перед началом сезона 2010/11 Бортников продлил своё соглашение с клубом, после чего в 51 проведённом матче отметился 17 (8+9) результативными баллами.

## Статистика выступлений
Последнее обновление: 3 апреля 2014 года
|                 |                 |                 | Регулярный сезон | Регулярный сезон | Регулярный сезон | Регулярный сезон | Регулярный сезон | Регулярный сезон | Плей-офф | Плей-офф | Плей-офф | Плей-офф | Плей-офф | Плей-офф |
| Сезон           | Команда         | Лига            | Игр              | Г                | П                | Очк              | +/-              | Штр              | Игр      | Г        | П        | Очк      | +/-      | Штр      |
| --------------- | --------------- | --------------- | ---------------- | ---------------- | ---------------- | ---------------- | ---------------- | ---------------- | -------- | -------- | -------- | -------- | -------- | -------- |
| 2005/06         | Нефтехимик-2    | Первая лига     | 56               | 6                | 4                | 10               | --               | 10               | —        | —        | —        | —        | —        | —        |
| 2007/08         | Нефтехимик-2    | Первая лига     | 73               | 26               | 35               | 61               | +48              | 40               | —        | —        | —        | —        | —        | —        |
| 2007/08         | Нефтехимик      | Суперлига       | 1                | 0                | 0                | 0                | --               | 0                | —        | —        | —        | —        | —        | —        |
| 2008/09         | Нефтяник Лк     | Высшая лига     | 24               | 7                | 7                | 14               | -4               | 30               | —        | —        | —        | —        | —        | —        |
| 2008/09         | Нефтехимик      | КХЛ             | 24               | 3                | 4                | 7                | -2               | 20               | 4        | 0        | 0        | 0        | +1       | 4        |
| 2009/10         | Реактор         | МХЛ             | 14               | 10               | 11               | 21               | +12              | 10               | 3        | 1        | 0        | 1        | -1       | 4        |
| 2009/10         | Ариада-Акпарс   | Высшая лига     | 9                | 3                | 1                | 4                | --               | 2                | —        | —        | —        | —        | —        | —        |
| 2009/10         | Ижсталь         | Высшая лига     | 8                | 0                | 10               | 10               | +3               | 4                | —        | —        | —        | —        | —        | —        |
| 2009/10         | Нефтехимик      | КХЛ             | 12               | 2                | 0                | 2                | -5               | 4                | 5        | 0        | 0        | 0        | --       | 0        |
| 2010/11         | Реактор         | МХЛ             | 2                | 1                | 1                | 2                | --               | 0                | 5        | 3        | 3        | 6        | -1       | 4        |
| 2010/11         | Нефтехимик      | КХЛ             | 47               | 8                | 9                | 17               | +1               | 10               | 4        | 0        | 0        | 0        | -2       | 4        |
| 2011/12         | Нефтехимик      | КХЛ             | 23               | 2                | 3                | 5                | -4               | 18               | —        | —        | —        | —        | —        | —        |
| 2012/13         | Нефтехимик      | КХЛ             | 1                | 0                | 0                | 0                | -1               | 2                | —        | —        | —        | —        | —        | —        |
| 2013/14         | Адмирал         | КХЛ             | 41               | 8                | 9                | 17               | 2                | 12               | 5        | 1        | 3        | 4        | 2        | 0        |
| Всего в КХЛ     | Всего в КХЛ     | Всего в КХЛ     | 156              | 23               | 25               | 48               | -13              | 66               | 18       | 1        | 3        | 4        | -1       | 8        |
| Всего в карьере | Всего в карьере | Всего в карьере | 293              | 68               | 85               | 153              | +49              | 148              | 21       | 4        | 3        | 7        | -3       | 16       |